# Équipe cycliste Massi Vivo-Conecta
L'équipe cycliste Massi Vivo-Conecta est une équipe cycliste paraguayenne, créée en 2015 sous licence koweïtienne avec le nom de Kuwait Cycling Project. Entre 2015 et mars 2022, elle court avec le statut d'équipe continentale.

## Histoire de l'équipe
En 2019, l'équipe koweïtienne Massi-Kuwait fusionne avec l'équipe continentale paraguayenne Vivo Team Grupo Oresy pour former l'équipe paraguayenne Massi Vivo-Grupo Oresy.
Début avril 2022, elle ne figure plus dans la liste des équipes continentales reconnues par l'Union cycliste internationale.

## Principales victoires

### Championnats nationaux
- Championnats du Koweït sur route : 5
  - Course en ligne : 2015 (Salman Alsaffar) et 2018 (Saied Jafer Alali)
  - Contre-la-montre : 2015, 2018 (Saied Jafer Alali) et 2016 (Khaled Alkhalaifah)
  - Contre-la-montre espoirs : 2016 (Khaled Alkhalaifah)

## Classements UCI
L'équipe participe aux épreuves des circuits continentaux et en particulier de l'UCI America Tour. Les tableaux ci-dessous présentent les classements de l'équipe sur les différents circuits, ainsi que son meilleur coureur au classement individuel.
UCI Africa Tour
| UCI Africa Tour | UCI Africa Tour        | UCI Africa Tour                           | UCI Africa Tour |
| Année           | Classement par équipes | Meilleur coureur au classement individuel |                 |
| --------------- | ---------------------- | ----------------------------------------- | --------------- |
| 2016            | 15e                    | Julian Hellmann (72e)                     |                 |
|                 |                        |                                           |                 |
| Source : UCI    |                        |                                           |                 |

UCI America Tour
| UCI America Tour | UCI America Tour       | UCI America Tour                          | UCI America Tour |
| Année            | Classement par équipes | Meilleur coureur au classement individuel |                  |
| ---------------- | ---------------------- | ----------------------------------------- | ---------------- |
| 2017             | 41e                    | Kevin Sepúlveda (181e)                    |                  |
| 2021             | 17e                    | Samuel Coronel (258e)                     |                  |
| 2022             | 26e                    | Fernando Ferreira (266e)                  |                  |
|                  |                        |                                           |                  |
| Source : UCI     |                        |                                           |                  |

UCI Asia Tour
| UCI Asia Tour | UCI Asia Tour          | UCI Asia Tour                             | UCI Asia Tour |
| Année         | Classement par équipes | Meilleur coureur au classement individuel |               |
| ------------- | ---------------------- | ----------------------------------------- | ------------- |
| 2015          | 14e                    | Eugen Wacker (26e)                        |               |
| 2016          | 38e                    | Khaled Alkhalaifah (172e)                 |               |
| 2017          | 97e                    | Rubén Caseny (556e)                       |               |
| 2018          | 30e                    | Saied Jafer Alali (114e)                  |               |
|               |                        |                                           |               |
| Source : UCI  |                        |                                           |               |

UCI Europe Tour
| UCI Europe Tour | UCI Europe Tour        | UCI Europe Tour                           | UCI Europe Tour |
| Année           | Classement par équipes | Meilleur coureur au classement individuel |                 |
| --------------- | ---------------------- | ----------------------------------------- | --------------- |
| 2015            | 135e                   | Nebojša Jovanović (1223e)                 |                 |
| 2016            | 111e                   | Nebojša Jovanović (657e)                  |                 |
| 2021            | -                      | Cédric Jolidon (1774e)                    |                 |
|                 |                        |                                           |                 |
| Source : UCI    |                        |                                           |                 |

L'équipe est également classée au Classement mondial UCI qui prend en compte toutes les épreuves UCI et concerne toutes les équipes UCI.
| Classement mondial | Classement mondial     | Classement mondial                        | Classement mondial |
| Année              | Classement par équipes | Meilleur coureur au classement individuel |                    |
| ------------------ | ---------------------- | ----------------------------------------- | ------------------ |
| 2016               | -                      | Nebojša Jovanović (985e)                  |                    |
| 2017               | -                      | Kevin Sepúlveda (1598e)                   |                    |
| 2018               | -                      | Saied Jafer Alali (945e)                  |                    |
| 2021               | 159e                   | Samuel Coronel (1607e)                    |                    |
| 2022               | 188e                   | Fernando Ferreira (1749e)                 |                    |
|                    |                        |                                           |                    |
| Source : UCI       |                        |                                           |                    |

## Massi Vivo-Conecta en 2022
| Cycliste                        | Date de naissance | Nationalité | Équipe 2021                    |  |
| ------------------------------- | ----------------- | ----------- | ------------------------------ |  |
| Nelson Acosta                   | 7 juin 2000       | Paraguay    | Massi Vivo-Conecta             |  |
| Rubén Caseny                    | 13 septembre 1986 | Espagne     | Massi Vivo-Conecta             |  |
| Javier Comín                    | 23 mai 1994       | Espagne     | Massi Vivo-Conecta             |  |
| Samuel Coronel                  | 26 juin 1990      | Paraguay    | Massi Vivo-Conecta             |  |
| Fernando Ferreira               | 29 mars 2001      | Paraguay    |                                |  |
| Esteban Gómez                   | 24 mars 1999      | Paraguay    | Massi Vivo-Conecta             |  |
| Cédric Jolidon                  | 10 avril 1998     | Suisse      | Massi Vivo-Conecta             |  |
| Luca Jolidon                    | 20 mai 2000       | Suisse      | Massi Vivo-Conecta             |  |
| Nicola Jolidon                  | 20 mai 2000       | Suisse      | Massi Vivo-Conecta             |  |
| Muhammad Akmal Zaidi Mohd Zaini | 25 décembre 2000  | Malaisie    |                                |  |
| Ernesto Mora                    | 7 novembre 1991   | Paraguay    | Massi Vivo-Grupo Oresy (2019)  |  |
| Carlos Serra                    | 8 août 2001       | Suisse      | Massi Vivo-Conecta (Stagiaire) |  |